# Chamblac (Eure)
Chamblac és un municipi francès situat al departament de l'Eure i a la regió de Normandia. L'any 2007 tenia 363 habitants.

## Demografia

### Població
El 2007 la població de fet de Chamblac era de 363 persones. Hi havia 148 famílies, de les quals 32 eren unipersonals (24 homes vivint sols i 8 dones vivint soles), 64 parelles sense fills, 44 parelles amb fills i 8 famílies monoparentals amb fills.
La població ha evolucionat segons el següent gràfic:
Habitants censats

### Habitatges
El 2007 hi havia 205 habitatges, 151 eren l'habitatge principal de la família, 40 eren segones residències i 14 estaven desocupats. 200 eren cases i 3 eren apartaments. Dels 151 habitatges principals, 132 estaven ocupats pels seus propietaris, 14 estaven llogats i ocupats pels llogaters i 5 estaven cedits a títol gratuït; 8 tenien dues cambres, 22 en tenien tres, 37 en tenien quatre i 83 en tenien cinc o més. 144 habitatges disposaven pel capbaix d'una plaça de pàrquing. A 63 habitatges hi havia un automòbil i a 76 n'hi havia dos o més.

### Piràmide de població
La piràmide de població per edats i sexe el 2009 era:
| Homes | Edats   | Dones |
| ----- | ------- | ----- |
| 0     | 95 o +  | 0     |
| 0     | 90 a 94 | 0     |
| 8     | 85 a 89 | 0     |
| 0     | 80 a 84 | 4     |
| 0     | 75 a 79 | 0     |
| 20    | 70 a 74 | 20    |
| 20    | 65 a 69 | 16    |
| 0     | 60 a 64 | 12    |
| 32    | 55 a 59 | 16    |
| 8     | 50 a 54 | 8     |
| 16    | 45 a 49 | 12    |
| 8     | 40 a 44 | 16    |
| 16    | 35 a 39 | 8     |
| 12    | 30 a 34 | 0     |
| 12    | 25 a 29 | 12    |
| 4     | 20 a 24 | 0     |
| 12    | 15 a 19 | 16    |
| 12    | 10 a 14 | 8     |
| 8     | 5 a 9   | 12    |
| 12    | 0 a 4   | 8     |

## Economia
El 2007 la població en edat de treballar era de 218 persones, 146 eren actives i 72 eren inactives. De les 146 persones actives 136 estaven ocupades (78 homes i 58 dones) i 10 estaven aturades (4 homes i 6 dones). De les 72 persones inactives 37 estaven jubilades, 15 estaven estudiant i 20 estaven classificades com a «altres inactius».

### Ingressos
El 2009 a Chamblac hi havia 155 unitats fiscals que integraven 381,5 persones, la mediana anual d'ingressos fiscals per persona era de 17.613 €.

### Activitats econòmiques
Dels 10 establiments que hi havia el 2007, 1 era d'una empresa alimentària, 4 d'empreses de construcció, 1 d'una empresa de serveis, 2 d'entitats de l'administració pública i 2 d'empreses classificades com a «altres activitats de serveis».
Dels 4 establiments de servei als particulars que hi havia el 2009, 1 era un paleta, 1 guixaire pintor, 1 electricista i 1 empresa de construcció.
L'únic establiment comercial que hi havia el 2009 era una carnisseria.
L'any 2000 a Chamblac hi havia 32 explotacions agrícoles que ocupaven un total de 1.230 hectàrees.

## Poblacions més properes
El següent diagrama mostra les poblacions més properes.